# Love Is Forever (canción de Billy Ocean)
«Love Is Forever» (en español: «El amor es para siempre») es el título de una balada interpretada originalmente por el cantautor trinitense-inglés  Billy Ocean, la canción se incluyó en su sexto álbum de estudio, Love Zone (1986). El tema fue coescrito por Ocean y grabada junto con Barry Eastmond y Wayne Braithwaite. La compañía discográfica Jive Records la lanzó el 22 de septiembre de 1986 como el cuarto y último sencillo del álbum.
En Estados Unidos fue el último de sus tres números uno en la lista Adult Contemporary, manteniéndose tres semanas en el número uno. Alcanzó el puesto 16 en el Billboard Hot 100 y en la lista Hot Black Singles llegó al número 10. 
En Reino Unido alcanzó el puesto 34 en la UK Singles Chart y en Canadá llegó al número 35 de la RPM Top Singles.

## Lista de canciones
sencillo 7" (edición Reino Unido)
A "Love Is Forever" – 3:28
B "Suddenly" – 3:53
maxi 12" (edición Reino Unido)
A1 "Love Is Forever" – 3:28
B1 "Suddenly"  – 3:53
B2 "Loverboy" – 5:13

## Posicionamiento en listas
| Lista (1986-1987)                      | Máxima posición |
| -------------------------------------- | --------------- |
| Canadá Top Singles (RPM)               | 35              |
| Estados Unidos (Billboard Hot 100)     | 16              |
| Estados Unidos (Hot R&B/Hip-Hop Songs) | 10              |
| Estados Unidos (Adult Contemporary)    | 1               |
| Reino Unido (UK Singles Chart)         | 34              |

### Sucesión en las listas
| Predecesor: «The Way It Is» de Bruce Hornsby and The Range | U.S Billboard Hot Adult Contemporary Tracks — Sencillo N°. 1 20 de diciembre de 1986 - 9 de enero de 1987 | Sucesor: «This Is The Time» de Billy Joel |